# Филип Савојски
Гроф Филип I, познат као гроф Филип Савојски, (1278 — 25. септембар 1334), био је господар Пијемонта од 1282. до своје смрти и кнез Ахаје између 1301. и 1307. године, био је син грофа Томе III од Пијемонта и Гујоне де Шалона.
Филипов први брак прослављен је у Риму 12. фебруара 1301. године, са Изабелом Вилардуен, кнегињом од Ахаје. Тим браком постао је кнез од Ахаје, иако је већ био господар Пијемонта по наслеђу од оца 1282. године. Он је, међутим, био ауторитативан кнез и то га је довело у сукоб са баронима у његовој кнежевини. Покушао је да умири бароне Мореје, али је био приморан да прихвати скупштину 1304. године. Грчки архонти из Скорта су се побунили 1302. Године 1307. Напуљски краљ Карло II, сизерен Ахаје, конфисковао је кнежевину и дао је свом син, принцу Филипу I од Тарента.
Године 1312, Филип се оженио Катарином де ла Тур ду Пин (умрла 1337. године), ћерком Хумберта I од Беча и имали су деце:
- Ђакомо од Пијемонта[3]
- Елеонора се удала за Манфреда V од Салуца и имала је децу.
- Беатрис се удала за Хумберта де Тхоире-Виларса и имала је децу.
- Агнес се удала за Џона де ла Шамбра и имала је децу.
- Јоахана се удала за Аимера од Валентиноиса и имала је децу.
- Маргарита (кћи Изабеле од Вилардуена) се удала за Реноа де Фореза, господара Малавала
- Амадео, епископ Мауриене од 1349-1376. године.
- Тома, торински бискуп од 1351-1360. године.
- Едвард, надбискуп Тарентеза од 1386-1395. године.
- Амиона, удата за Менсија де Чева, умрла 1398. године, била је учесница у савојском крсташком рату.
- Алиса се удала за Манфреда од Карета 1324. године, а касније се удала за Антелмеа од Милана. Алиса је умрла 1368. године.
- Изабела, удата за Џона, виконта од Мауриене[4]